# 五月原課長のつぶやき
『五月原課長のつぶやき』（せくはらかちょうのつぶやき）は、中島徹による日本の漫画作品。『ビッグコミック』（小学館）にて連載されていた。
とある会社の営業二課の課長・五月原清隆を主人公とし、彼を中心とした日常のセクハラ騒動を描くコメディ漫画。毎年の年末の掲載では、作者の他作品のように、その年の話題・十大ニュース等をネタにし、一年を振り返る回がある。

## 登場人物

### 営業課
五月原　清隆（さつきばら きよたか）
本作の主人公。営業二課課長。常に咥え楊枝をしている。誕生日は5月5日（動物占いではオオカミ）。「五月原」の苗字が仇となり、「五月＝端午の節句」から転じて「端午の節句原→節句原→セクハラ」課長と呼ばれるハメに。ただ、その不名誉なあだ名に負けず劣らずのセクハラ振りを遺憾なく発揮し、名実ともに社内外一のセクハラ男として君臨している。また取引先の社員にも有名であり、それがもとで契約が成立したり、御破算になったりもする。だが、セクハラに関係無く業績も上げている。
引き起こすセクハラ騒動は、本人の意思とは無関係な偶然や本人を含めた誤解によるものが多く、やることなすこと全て裏目に出てしまっている、ある意味悲惨な人物でもある。ただし、当の本人には自分がセクハラをしているという自覚が一切ない。口癖は「そんなつもりじゃ、ないんです～。」
入社2年で主任に抜擢。5年で係長に昇進。翌年課長補佐に昇進。32歳にして課長の座に。この出世には会社役員の中にセクハラ好きがおり、地位が上がるにつれ、エスカレートするセクハラを眺めて楽しんでいた事が原因。しかし、さすがに課長あたりが限界と考えられて出世は停止。以後、部長への昇進を日々夢見ることになる。同期の中では一番の「出世頭」。
最終話で、セクハラの数々が問題となり「とある小さな営業所」へ左遷となってしまう。今までは上層部がある意味「黙殺」していたが、あまりに問題化してしまったため地方へ飛ばした。だが、支社へ移転しても自身の有能振りとセクハラが起因なのかは不明だが、成績が急上昇し営業所長へ昇進。その後は、営業所は支社へ格上げされ、五月原はその支社長に就任。有名経済誌に取り上げられるなど「昇進」「有名化」が続いた。それを「危惧」した本社役員たちが、更にべつの支社へ飛ばしたが、そこでも活躍し、その「支社」が「大型支社」へランクアップしアメリカの経済誌にまで取り上げられるようになった。本社の売上が支社より劣ってしまう可能性が出てしまい、大型支社長（役員待遇クラス）だった五月原をそのままで戻すことは出来ないと社長判断もあり、結局「課長」へ降格で本社営業2課長に復帰した。
既婚者であり、妻と誠という息子がいるが直接登場したことはない。また、ペットとして助清（すけきよ）という名の犬を飼っている。この犬も飼い主に負けず劣らずのセクハラ犬。
宇野クン（うのクン）
営業二課勤務のOL。勤続年数が長いため「いつ結婚するの?」といった類のセクハラに悩まされている。交際した男性は数人いたようだが、同じ数だけの別離も経験している。そのため、彼女の別れ話はひとつの風物詩となっている。トウはたっているものの意外にグラマーで男好きするナイス・ボディの持ち主との噂。怒るとかなり怖く、手が出ることもある。主にツッコミ担当だが、イケメンや若い男が絡むとボケになることもある。
五月原の近所に在住だったが、作中で引っ越しをしている。
川上クン（かわかみクン）
営業二課勤務のOL。気がやさしくておしとやか…が逆にマイナスに作用し、五月原の実質的被害者。彼氏がおり、円満な関係が続いていることが、同僚の宇野の神経を逆撫でしている。五月原の実質的被害を受けながらも、にこやかに出社してくるところをみると、かなり神経が太い様子。実は酒癖が悪い。
個性派揃いの営業二課において、比較的まともな人間のようである。
加藤（かとう）
営業二課勤務の青年。取引先の木下部長からの逆セクハラの一件から、五月原を尊敬し社内唯一の五月原派となる。以来、五月原の右腕的存在となるが、その実力はいまだ発揮されている様子はない。女性陣からの冷たい視線にもめげない五月原を尊敬していることから、人を見る目が毛ほども無いのが分かる。
一応彼女がおり度々デートに出かけているが、行く先々で五月原とニアミスをしているのだが、本人達は気がついていない。
前述の取引先熟女系の女傑・木下部長に気に入られているのが悩みで、いつかは強制的に最後の一線を越えさせられるのではないかと肝を冷やしている。じつは住んでいる家が木下部長のマンションと目と鼻の先にあるアパートであり、本人はトップシークレットとしているが、五月原により木下部長の知るところとなってしまっている。
営業二課における下ネタ担当と言われるほどのスケベで、アダルトサイトのネットサーフィンが日課。
山下（やました）
営業部部長で五月原の上司。女子社員の人気は抜群であり、稀に無意識的にセクハラのような言動をしても笑って流される。酒に弱く、コップ1杯で寝てしまうほど。
五月原のセクハラを間接的に（上司として責任を被る意味をこめて）被害にあっており、「五月原・・・貴様・・・」と恨むこともある。自宅に招いた際、妻も五月原のセクハラの被害にあったこともある。

### 取引先
木下部長（きのしたぶちょう）
営業二課取引先の部長であり、逆セクハラで有名な女傑。加藤の事を虎視眈々と狙っている。その目論見は毎回の様に五月原によって妨害・回避されており、目的を達したことは未だにない。その度に新しい趣味に目覚めているとの噂もある。
伊藤（いとう）
営業二課取引先の男性社員で五月原の幼馴染。訪れる度に五月原の恥ずかしい過去の情報をバラす。

## 単行本
巻数ではなく、それぞれの巻に副題が付いている。
「立志編」「疾風編」「花鳥編」「風月編」「栄枯編」「盛衰編」